# Queens (Nova Escócia)
Queens ou oficialmente Município Regional de Queens, é um município localizado na província da Nova Escócia, no leste do Canadá. A população é de 10.307 habitantes.